# Maltraitance institutionnelle
 (juillet 2025).
La maltraitance institutionnelle est un mauvais traitement envers une personne (souvent des enfants, des personnes âgées ou des personnes handicapées) par un système de pouvoir (social et politique). Cela peut aller d'actes similaires à la maltraitance des enfants à domicile, tels que la négligence, les abus physiques et sexuels, l’affamement, aux effets des programmes d'assistance fonctionnant en dessous des normes de service acceptables, ou s'appuyant sur des moyens durs ou injustes pour modifier le comportement. La maltraitance institutionnelle se produit dans les établissements de soins d'urgence tels que les foyers d'accueil, les foyers de groupe, les foyers de parenté et les foyers de pré-adoption, mais aussi dans les lieux d'accueil du public, dans les relations entre personnes très défavorisées et services publics ou privés.

## Origine de l'expression, du concept
En 2022, la France adopte la définition suivante : 
"La maltraitance au sens du présent code vise toute personne en situation de vulnérabilité lorsqu'un geste, une parole, une action ou un défaut d'action compromet ou porte atteinte à son développement, à ses droits, à ses besoins fondamentaux ou à sa santé et que cette atteinte intervient dans une relation de confiance, de dépendance, de soin ou d'accompagnement. Les situations de maltraitance peuvent être ponctuelles ou durables, intentionnelles ou non. Leur origine peut être individuelle, collective ou institutionnelle. Les violences et les négligences peuvent revêtir des formes multiples et associées au sein de ces situations.»,

## Maltraitance en institution
La maltraitance en institution peut généralement se produire dans un foyer de soins, maison de repos, un centre d'urgence ou un établissement hospitalier et peut être l'une des situations suivantes :
- abus discriminatoire

- Abus financier
- négligence
- violence physique
- violence psychologique et émotionnelle
- abus sexuels
- abus verbal

Les faits de maltraitance concernent principalement quatre catégories de personnes: 
- enfants - voir aussi maltraitance des enfants.
- adultes ayant des troubles de l'apprentissage
- adultes ayant des problèmes de santé mentale
- personnes âgées - voir aussi maltraitance des personnes âgées.

Cette perspective cherche à excuser les auteurs en leur expliquant que les adultes maltraités sont tous, d'une manière ou d'une autre, mentalement inaptes. Cela encourage la tendance.
La maltraitance en institution peut être divisée en trois catégories: 
- abus manifeste - similaire à l'abus familial dans sa forme manifeste d'abus physique, sexuel ou émotionnel par un parent d'accueil ou un travailleur social
- abus de programme - propre à une situation institutionnelle, dans laquelle un programme doit fonctionner dans des conditions acceptables ou utiliser abusivement le pouvoir de modifier le comportement d'une personne
- abus de système - implique un système de soins entier qui est étiré au-delà de ses capacités, et cause des mauvais traitements par des ressources inadéquates.

Ces problèmes vont des abus personnels à la maltraitance situationnelle, et diffèrent grandement par leurs causes. La plupart des abus institutionnels sont le résultat d'environnements de travail difficiles et stressants, dans lesquels les personnes les moins formées ont souvent le plus de contacts avec les participants, et ont les horaires les plus durs, les paiements les plus bas et les conditions de travail les plus indésirables. Les environnements de travail très stressants des travailleurs de soins, combinés à des pratiques d'embauche et de sélection des travailleurs de faible qualité, peuvent créer des situations abusives par manque d'expérience ou de connaissances de la part du travailleur. Le manque de formation adéquate des travailleurs peut entrer en conflit ou nuire aux objectifs institutionnels des patients par une mise en œuvre inadéquate des traitements, aggravée par une structure organisationnelle qui ne dispose que de médecins et de psychologues sur place pendant de courtes heures. Dans les situations de stress excessif, le pouvoir sur les patients peut susciter des sentiments de contrôle et de signification, ce qui fait du stress un prédicteur d'abus dans les milieux institutionnels et familiaux. L'isolement de la communauté peut avoir des effets similaires.
Le manque d'objectifs ou de politique organisationnelle complique souvent les problèmes des travailleurs. Dans les garderies, l'absence de programmes de loisirs pour les enfants peut entraîner un comportement plus centré sur l'acting out, ce qui provoque plus de stress pour les travailleurs et une plus grande propension à la maltraitance. Les patients peuvent souvent être difficiles à gérer en raison d'une incapacité ou de problèmes de comportement, et ceux avec lesquels le personnel a plus de mal à travailler sont souvent victimes de situations de maltraitance. Il est proposé que la plupart des abus découlent de la frustration et du manque de capacité à contrôler correctement le patient, et non d'un mauvais traitement intentionnel.
Il n'existe pas de législation nationale définissant ou poursuivant les abus institutionnels, ce qui entraîne des difficultés dans les enquêtes ou le traitement des situations de violence.

## Perspective historique
Les abus institutionnels sont également présents dans des situations autres que celles des soins aux enfants et aux personnes âgées. Le Code de Nuremberg a été élaboré au cours des jugements de Nuremberg afin de créer un code éthique universel pour le traitement des êtres humains d'un point de vue institutionnel. Bien que ce code ne soit officiellement adopté par aucune organisation, sa norme en matière de droits de l'homme a été utilisée comme guide pour des codes éthiques plus spécifiques. Cependant, l'histoire a encore montré les abus commis à l'encontre des membres vulnérables de la société par les institutions médicales et psychiatriques. Sous le régime nazi du début des années 1940, ces abus ont pris la forme de stérilisation des personnes prétendues être "mentalement malades", et d'expérimentations médicales générales sans consentement ni volonté de partir, et d'eugénisme. La nature politique de ces politiques conduit à ce qu'elles soient appliquées par la loi sous une idéologie de purification de la race des déficiences génétiques. Des campagnes d'eugénisme et de stérilisation ont également été menées en dehors de toute dictature politique, notamment dans un certain nombre d'États des États-Unis, au Danemark, en Finlande et en Suède. Mais c'est le passage de la stérilisation à l'euthanasie des malades mentaux ou d'autres groupes politiquement indésirables dans l'Allemagne nazie qui a conduit aux actions de l'Holocauste. Les soldats japonais de l'époque utilisaient également ces groupes comme sujets de recherche pour les maladies infectieuses et les poisons, tandis que le régime de Staline en Russie utilisait le prétexte de la maladie mentale pour torturer et punir les dissidents politiques.
L'armée et la CIA des États-Unis ont également des antécédents de tests de médicaments psychiatriques sur des patients ou des soldats non consentants. Le LSD a été testé en utilisant des prostituées pour inciter les hommes à prendre cette drogue, et diverses combinaisons de dépresseurs, d'hallucinogènes et de stimulants ont été administrées à des soldats non consentants pour qu'ils en observent les effets. En réponse à nombre de ces expériences contraires à l'éthique, des codes éthiques spécifiques ont été élaborés pour protéger les droits des participants et exiger un consentement éclairé.

### Modèle de maltraitance
Un certain nombre de chercheurs ont tenté de modéliser les facteurs à l'origine des abus et des mauvais traitements dans les établissements de garde d'enfants. Dans ce modèle, les facteurs d'action sont les personnes qui s'occupent des enfants, les enfants, l'environnement de travail et tout autre facteur exogène. Des facteurs de risque de maltraitance sont associés à chacun de ces facteurs, comme le stress de l'environnement de travail peut l'être pour les personnes qui s'occupent des enfants. Ces facteurs ont tous été organisés en un modèle de cercles concentriques, avec la maltraitance au centre, et chaque cercle plus loin vers l'extérieur influençant ceux qui se trouvent à l'intérieur. Ils sont ordonnés de l'intérieur vers l'extérieur : maltraitance, facteurs liés à l'enfant, facteurs liés aux personnes s'occupant des enfants, facteurs liés à l'organisation et à l'environnement, et facteurs exogènes.

#### Facteurs de risque pour les soignants
Un certain nombre de facteurs à haut risque pour la maltraitance des enfants en institution comprennent le manque de compétence ou de formation des personnes s'occupant d'eux et l'adhésion à une seule méthodologie de traitement, le manque de supervision des personnes s'occupant d'eux, et beaucoup de temps pour des activités non structurées. La probabilité qu'une personne s'occupant d'un enfant soit maltraitante est positivement corrélée avec son stress au travail, son âge, son manque de satisfaction au travail et son statut d'établissement.
Les enfants qui sont plus susceptibles d'être maltraités présentent souvent les caractéristiques suivantes : ils sont difficiles à gérer pour les travailleurs et ont besoin d'une supervision plus individuelle, ils sont isolés de leur famille et ont déjà été victimes de mauvais traitements. Les enfants de sexe masculin sont plus susceptibles d'être maltraités, et sont plus souvent victimes de violences physiques et de négligence, tandis que les filles sont plus susceptibles d'être victimes d'abus sexuels.

## Maltraitance des personnes âgées
Il n'existe pas de définition définitive de la maltraitance des personnes âgées en institution, les psychologues ayant des définitions juridiques différentes et variant selon les mesures utilisées. Les définitions incluent souvent la maltraitance ou la négligence physique, psychologique, financière ou sexuelle causée par l'institution.
Parmi les abus qui se produisent chez les personnes âgées, la plupart se concentrent sur celles qui sont plus fragiles et ont besoin de plus d'aide. Dans une étude des foyers d'aide canadiens, plus de 70 % des travailleurs ont déclaré avoir agi de manière abusive envers les patients, souvent sous la forme de violence psychologique ou de négligence. Dans une étude sur les maisons d'assistance américaines, on a constaté un taux de 20 % d'employés volant les résidents, les employés reconnaissant que ce sont les résidents qui étaient les plus difficiles ou abusifs qui risquaient le plus d'être volés. De plus, en Suède, les employés des maisons d'assistance ont déclaré avoir été témoins de maltraitance à 11 %, alors qu'ils ont participé à la maltraitance des personnes âgées à un taux de 2 %. Cette maltraitance était le plus souvent physique, suivie par la maltraitance psychologique et la négligence. Les taux de maltraitance diffèrent selon les enquêtes, les pays et les maisons, mais certains faits sont cohérents d'une étude à l'autre. Les victimes de maltraitance sont également susceptibles de connaître des taux de mortalité trois fois plus élevés que leurs pairs.
Plusieurs cadres ont été élaborés pour modéliser les facteurs de risque de la maltraitance institutionnelle des personnes âgées. Dans un modèle, les facteurs de risque sont divisés en trois catégories : les facteurs validés, les facteurs possibles et les facteurs contestés. Les facteurs qui se sont avérés être des risques de maltraitance comprennent l'absence de politiques organisationnelles cohérentes, la mauvaise application des normes, le manque de personnel formé, la vulnérabilité due à la démence. Les facteurs possibles comprennent le sexe, la personnalité de la victime et la race.
L'abus sexuel est l'une des formes d'abus institutionnel les moins signalées. Les femmes sont représentées de manière disproportionnée parmi les victimes, et sont le plus souvent maltraitées par d'autres résidents du foyer. La majorité des victimes souffrent également d'une forme de démence ou de déficience cognitive. Cependant, les abus sexuels en institution franchissent toutes les barrières de sexe, de race et de culture.
Les facteurs de risque de la maltraitance des personnes âgées en institution sont liés à la taille du logement, les grandes organisations étant plus susceptibles de subir des mauvais traitements. Les facteurs liés au personnel tels que la syndicalisation, la pénurie de personnel et le stress au travail sont également des prédicteurs de maltraitance. Les patients atteints de démence grave sont également plus susceptibles de subir des mauvais traitements tels que la contrainte.
Les chercheurs n'ont pas de réponse définitive quant à la cause de la maltraitance des personnes âgées. Les travailleurs des foyers d'assistance ont suggéré que des facteurs du programme tels que le manque de personnel, l'accent mis sur la recherche de gains financiers plutôt que sur le bien-être humain, et l’âgisme contribuant aux abus institutionnels, aggravés par les patients qui peuvent être difficiles ou qui sont aux prises avec des problèmes de santé mentale.